# 巴厘民主论坛
巴厘民主论坛（Bali Democracy Forum，简称）是在印度尼西亚巴厘省举行的会议，由亚太地区各国代表参加。该论坛由印度尼西亚于2008年发起，旨在促进民主、人权、平等和相互尊重。  
截至2018年，自2008年以来每年都举行了11届论坛。已有58个国家参加了这些论坛，其中一些来自太平洋地区之外，例如也门和阿富汗。由于外界普遍认为巴厘岛缺乏民主理念、取消了地方机构的直接选举以及在论坛期间禁止抗议活动等原因，该论坛一直备受争议，并被一些团体抵制.
BDF的参与者被鼓励在讨论民主时进行建设性的交流，不受个人的政治禁忌或限制性的标准化影响。BDF鼓励参与者根据各国的条件分享他们的经验。  

## 历史

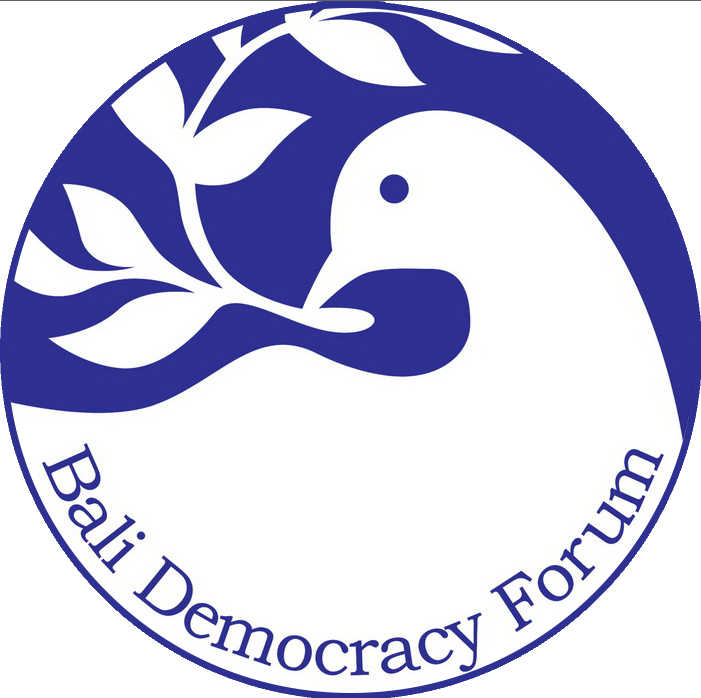
巴厘民主论坛（BDF）标志

印度尼西亚开始改革政府十年后，BDF 成立。 BDF 是一个年度政府间论坛，讨论民主发展，特别是亚太地区的民主发展。 
BDF 的成立是基于这样一种信念：促进民主是印度尼西亚外交政策的一个组成部分。该论坛的发起目的是通过分享经验、最佳实践并坚持平等、相互理解和尊重的原则，帮助在该地区建立强大的民主架构。 
迄今为止，BDF一直致力于通过促进经济和政治发展、和平与安全以及人权（联合国的三大支柱）来推进整个亚太地区的民主。 

## 发展

### 第一届BDF

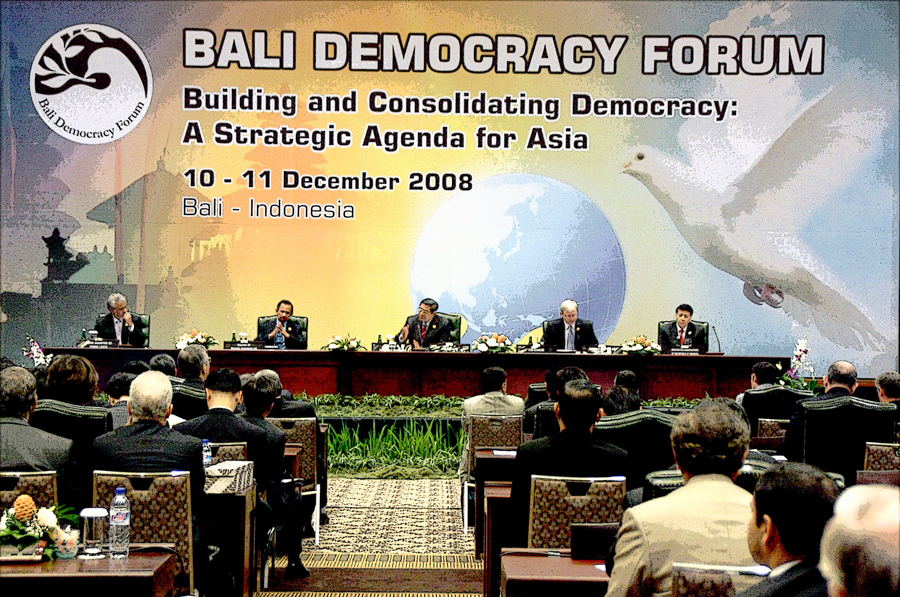
巴厘民主论坛第一次会议

第一次届议于2008年12月10日至11日举行。该论坛由印度尼西亚共和国总统苏西洛·班邦·尤多约诺和时任澳大利亚总理陆克文主持。第一届论坛的主题是“建设和巩固民主作为亚洲议程”，有4位国家元首/政府首脑出席，32位与会者和8位观察员参加。
第一次届议的目标是在与会国提出可持续的区域战略议程以加强民主价值观和体制时，在与会国之间建立团结。

### 第二届BDF

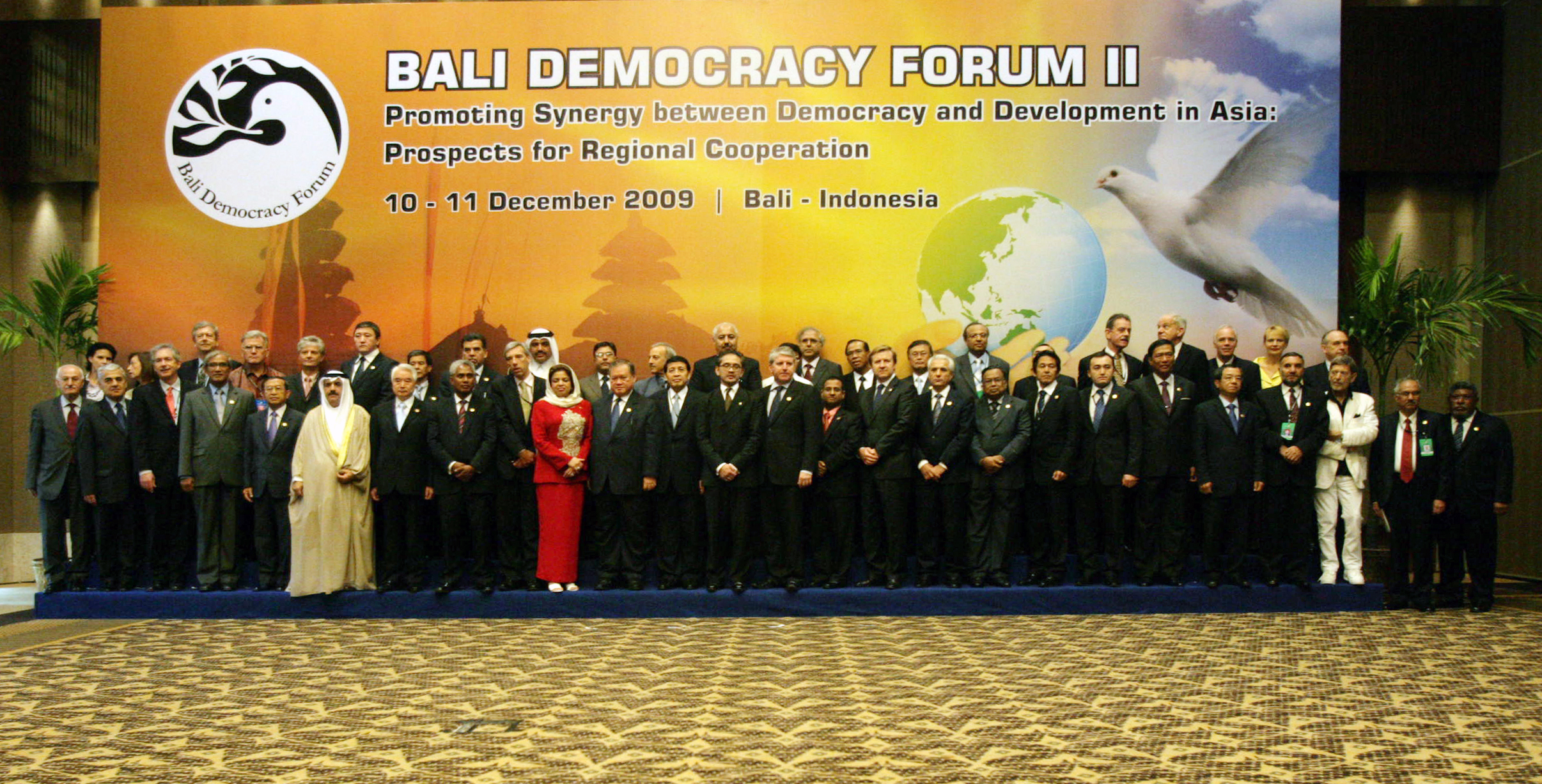
巴厘民主论坛第二次会议

第二届会议于2009年12月10日至11日举行。这个论坛由印度尼西亚共和国总统苏西洛·班邦·尤多约诺（Susilo Bambang Yudhoyono）和当时的日本首相鳩山由紀夫（Yukio Hatoyama）共同主持。四位国家/政府首脑参加了此次论坛，共有32名与会者和8名观察员。BDF II的主题是“寻求协同：民主、法治和发展”。
第二次议提出的主题被认为与处于债务和金融危机之中的全球社会的状况有关。亚洲经济增长相对稳定，有望成为全球经济复苏的引擎。人们认为，政治进步对于在亚洲创造平衡和有利的条件很重要，因为经济增长最终要求执行法治和透明度。

### 第三届BDF

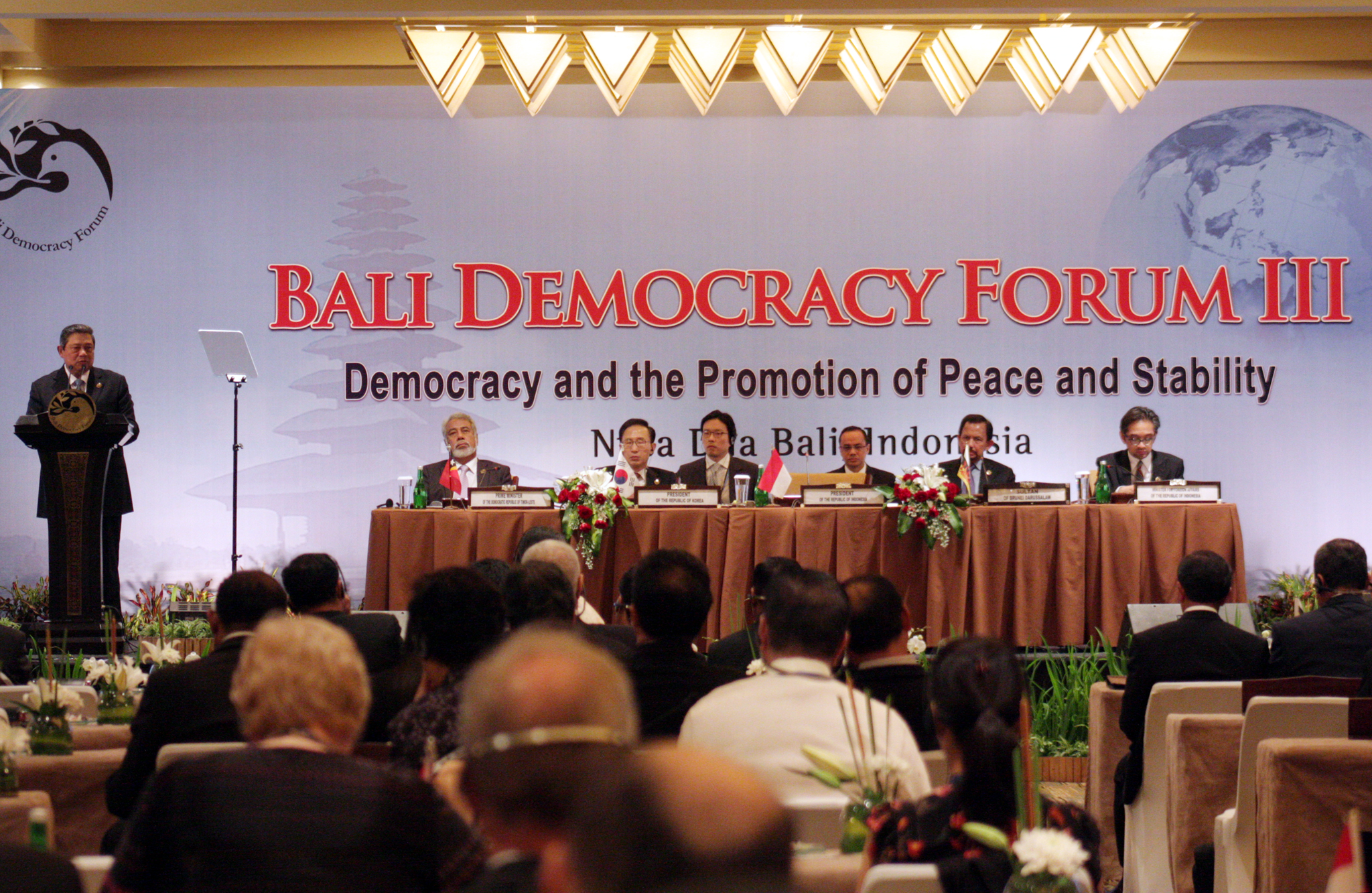
巴厘民主论坛第三次会议

第三届论坛于2010年12月8日至9日举行。该论坛由印度尼西亚共和国总统苏西洛·班邦·尤多约诺和当时的韩国总统李明博主持。出席会议的有4位国家元首/政府首脑，44位与会者和27名观察员。第三次论坛的主题是“民主和促进和平与稳定”。
第三次论坛是在朝鲜半岛地区和政治危机期间举行的。论坛一致认为，民主应该能够产生社区可以直接感受到的民主红利，包括创造和平与稳定。在解决国家内部冲突的背景下，强调了确保民主和平过渡的对话机制的重要性。

### 第四届BDF

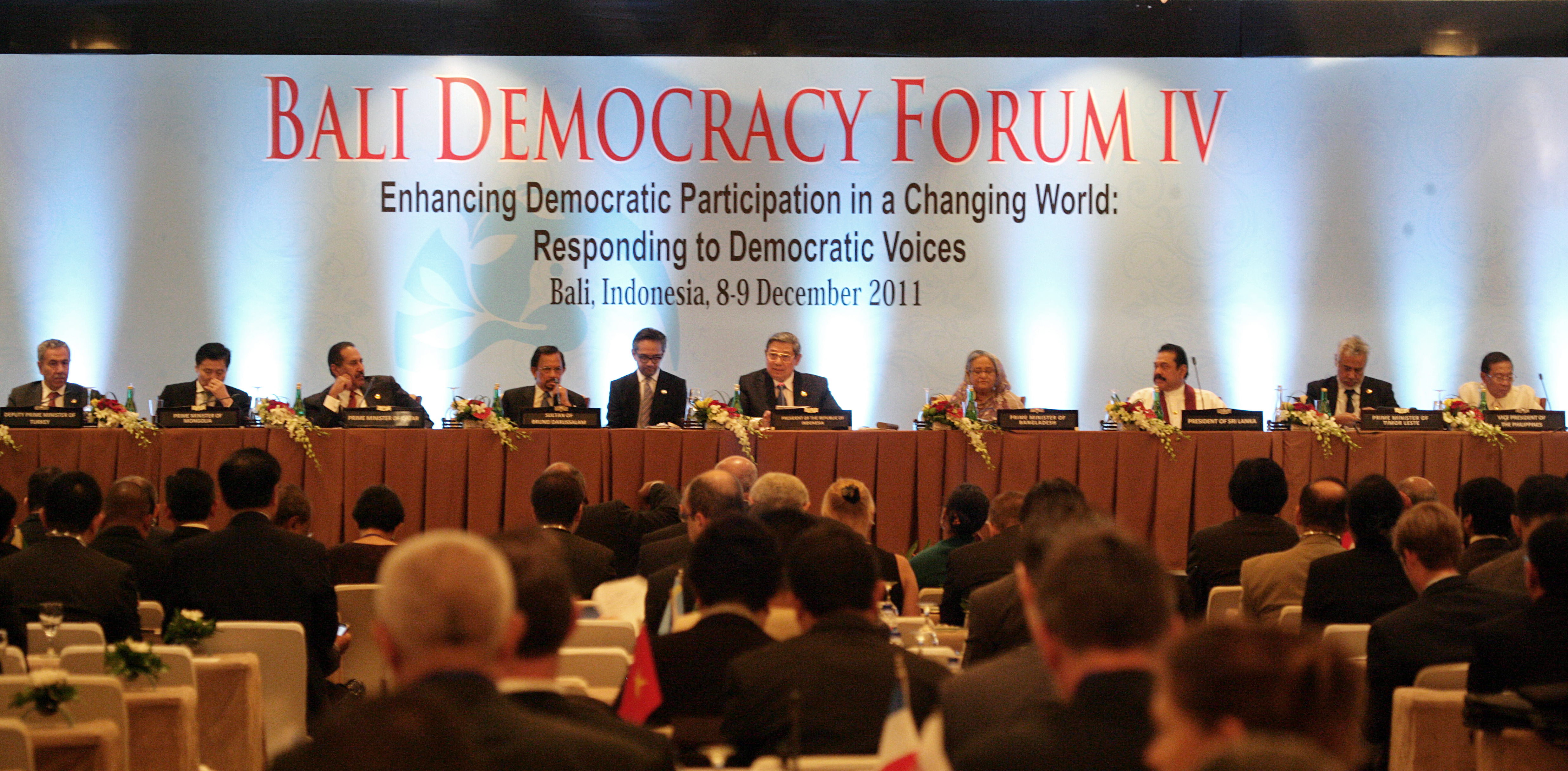
巴厘民主论坛第四次会议

第四届论坛于2011年12月8日至9日举行。该论坛由印度尼西亚共和国总统苏西洛·班邦·尤多约诺和孟加拉国总理谢赫·哈西娜主持，9位国家元首/政府首脑出席，40名与会者和45名观察员参加。第四届论坛的主题是“在不断变化的世界中加强民主参与:回应民主的声音”。
第四届论坛是在被称为“阿拉伯之春”的中东民主化和政治变革浪潮中举行的。论坛同意，在信息公开和透明度的支持下，公众广泛参与公共政策的制定，将促进根深蒂固的民主，并保持民主进程的可持续性。

### 第五届BDF

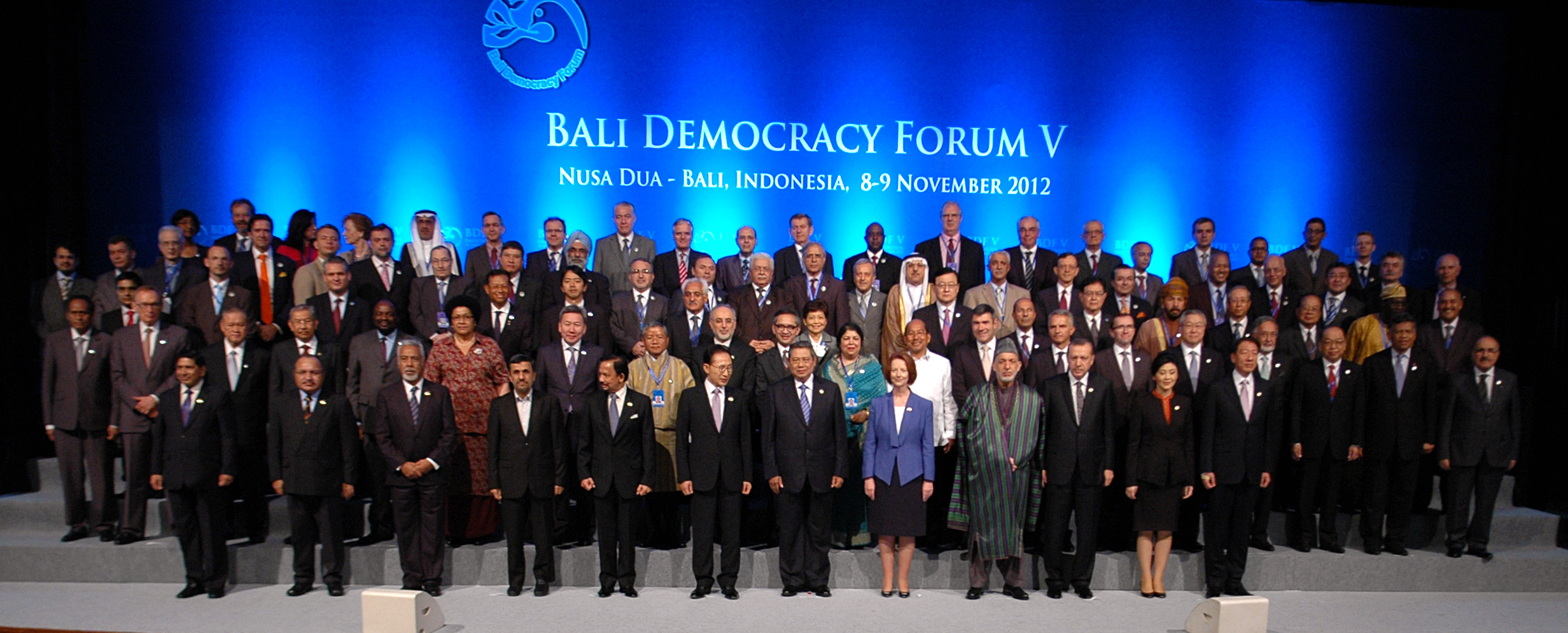
巴厘民主论坛第五次会议

第五届论坛于2012年11月8日至9日举行。本次论坛由印度尼西亚共和国总统苏西洛·班邦·尤多约诺、韩国总统、澳大利亚总理主持，文莱达鲁萨兰国苏丹、阿富汗总统、伊朗总统、东帝汶总理、土耳其总理、泰国总理、巴布亚新几内亚总理、新加坡副总理和尼泊尔副部长出席。第五次论坛有37名与会者和48名观察员出席。
第五届论坛的主题是“在全球背景下推进民主原则:民主的全球治理如何促进国际和平与安全、经济发展和人权的有效享受”。第五届论坛提出了在全球治理中促进民主原则的主题。在世界各地普遍要求民主之后，在促进国际社会的民主态度方面并没有取得重大进展。

### 第六届BDF

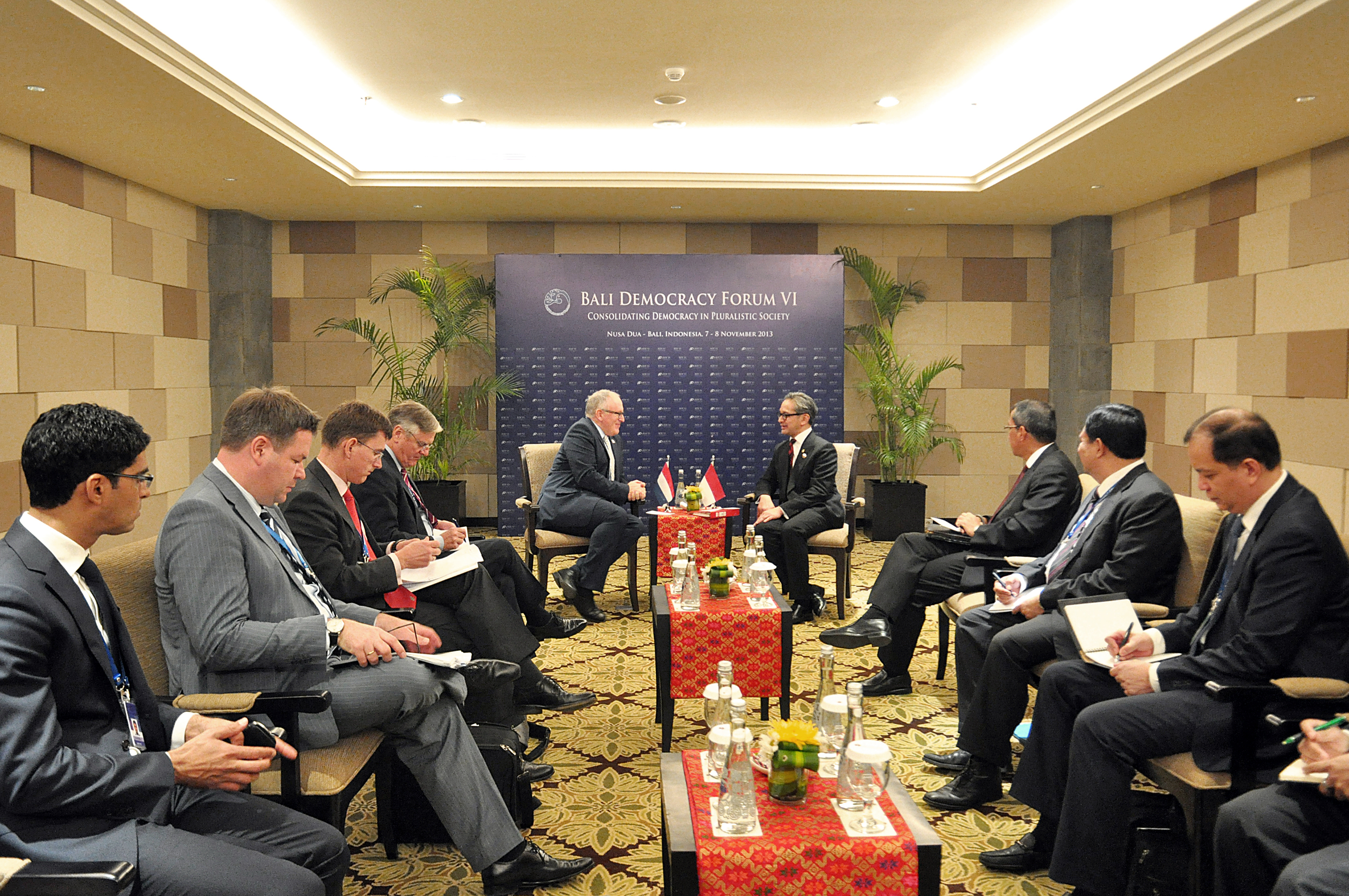
巴厘民主论坛第六次会议

第六届论坛于2013年11月7日至8日举行。该论坛由印度尼西亚共和国总统苏西洛·班邦·尤多约诺主持，三位国家元首/政府首脑出席，43名与会者和52名观察员参加。第六次论坛的主题是“在多元化社会中巩固民主”。
第六次论坛的主题是反映印度尼西亚的经验和对该地区各国面临的问题的预测。多元化社会是民主红利中值得考虑的资产，包括在支持一个国家的经济发展方面。第六次论坛还讨论了实施自由和公正选举和加强民主体制的问题。

### 第七届BDF

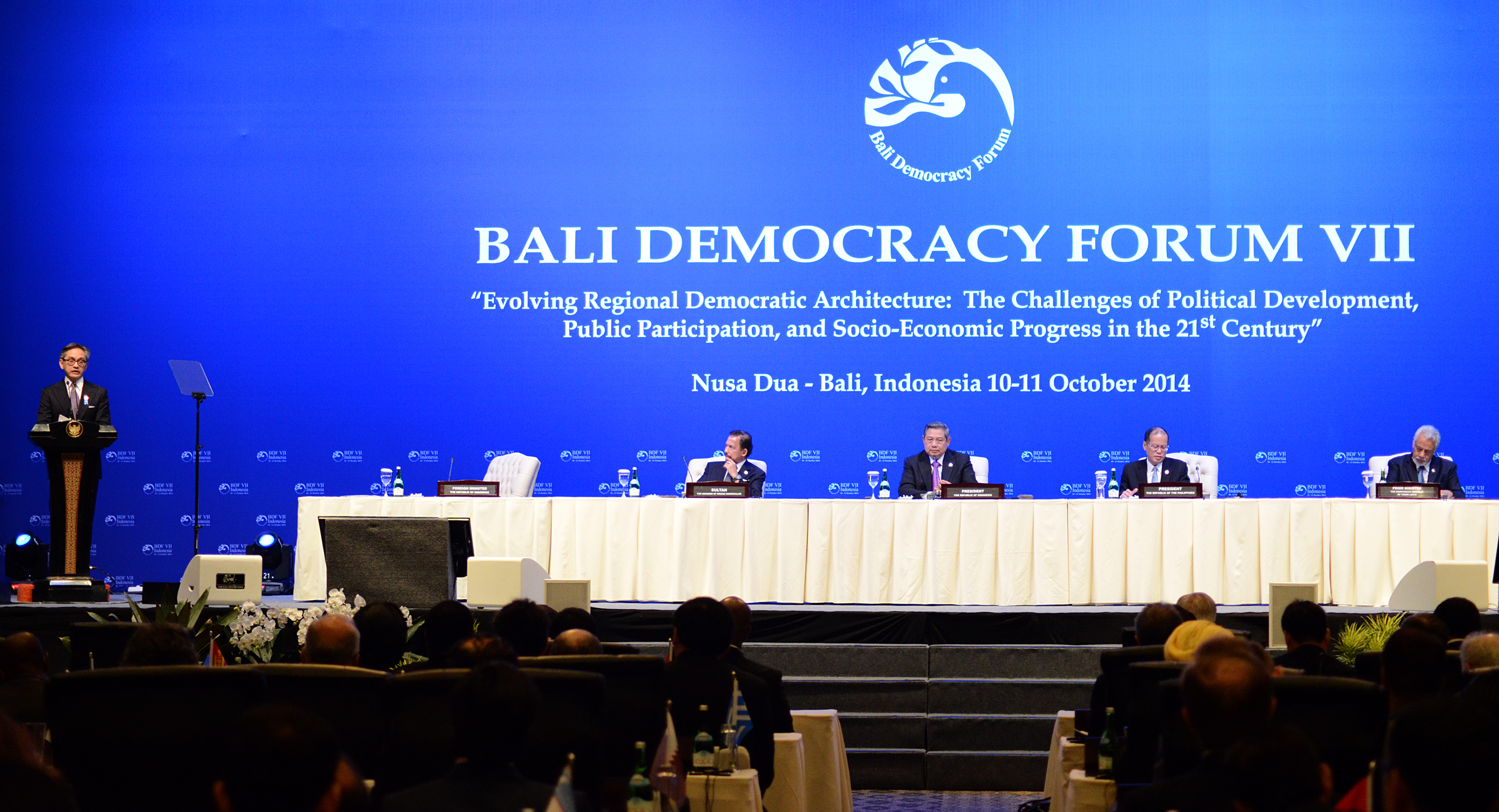
巴厘民主论坛第七次会议

第七届论坛于2014年10月10日至11日在巴厘岛努沙杜瓦巴厘岛国际会议中心(BICC)举行。本次论坛由印度尼西亚共和国总统和菲律宾总统主持。文莱苏丹、东帝汶总理、42个与会国、45个观察员国和4个观察员国际组织出席了论坛。
第七届论坛的主题是不断发展的区域民主架构:21世纪政治发展、公众参与和社会经济进步的挑战。预期这一主题将使与会者有机会探讨在该区域形成民主结构的各种有效和适当的方式。互动式讨论有两个分主题，即“政治发展和社会经济进步的动力”和“促进公众积极、有效和有意义地参与民主进程”。

### 第八届BDF

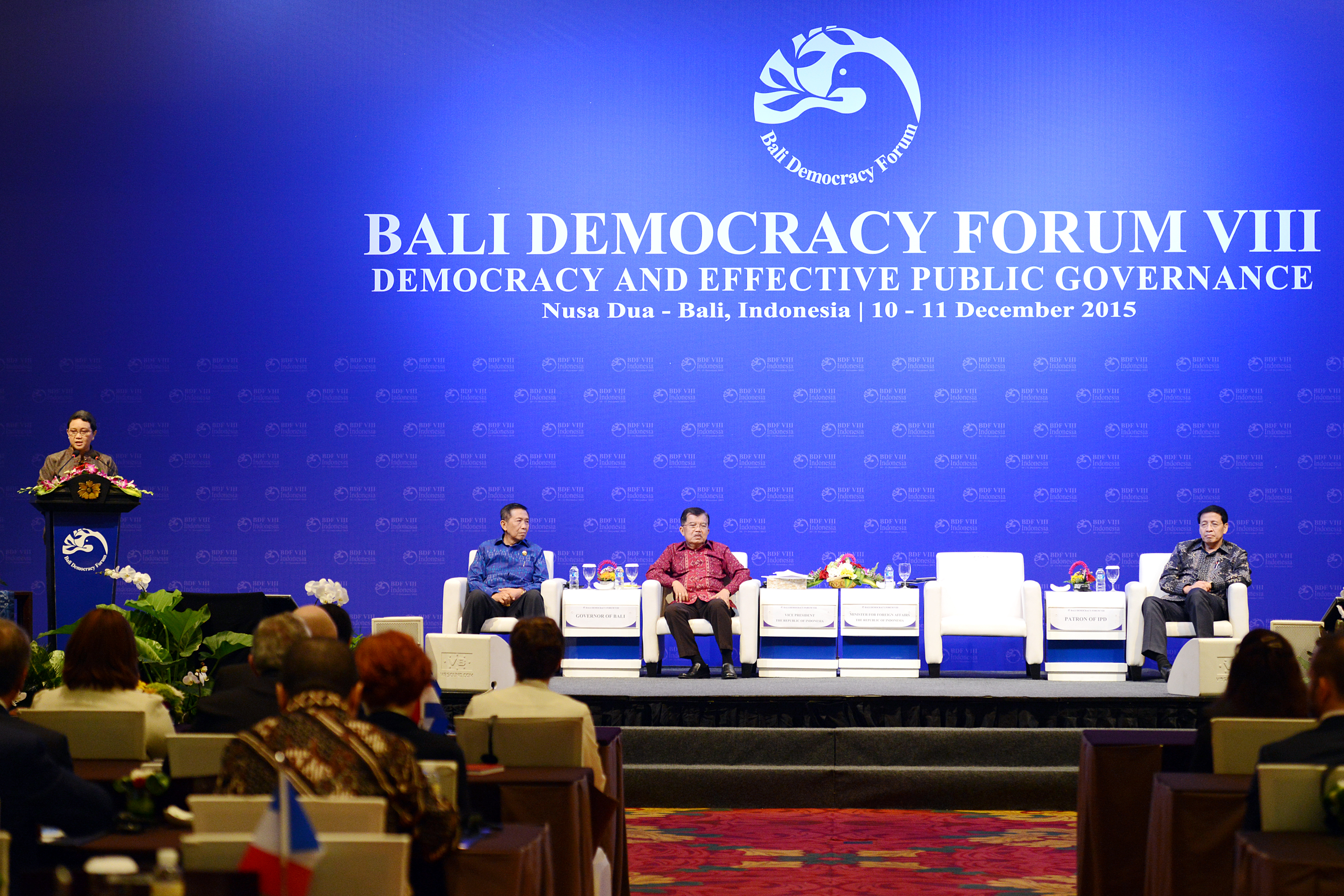
巴厘民主论坛第八次会议

第八届论坛于2015年12月10日至11日在巴厘岛努沙杜瓦巴厘岛会议中心(BNDCC)举行，主题为“民主与有效公共治理”，分为一般性辩论和两个小组讨论。
论坛由印度尼西亚共和国副总统正式开幕，19名部长级/副部长级官员出席了会议。总体而言，来自89个国家和3个国际组织的约250名代表参加了第八届论坛。

### 第九届BDF

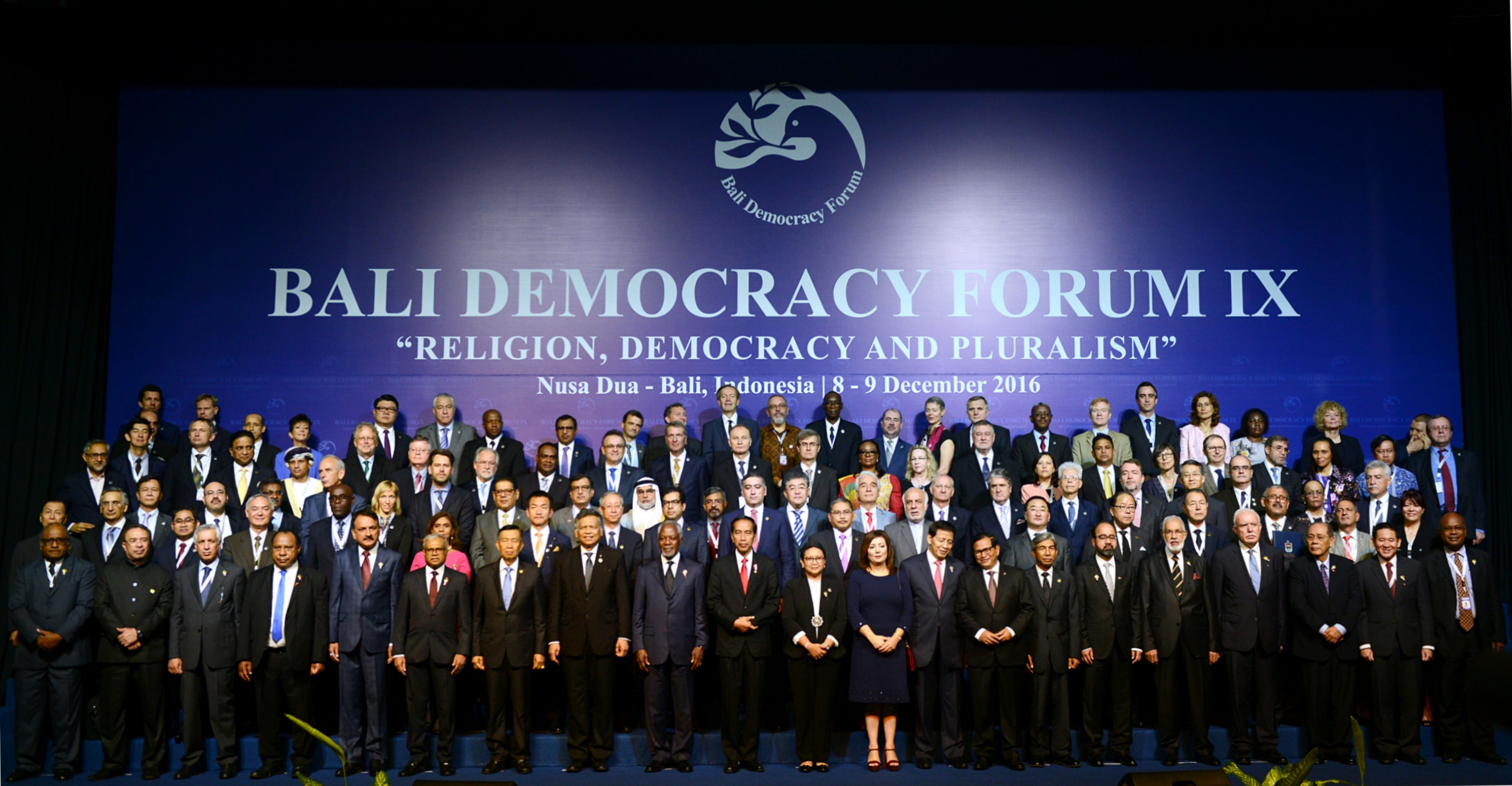
巴厘民主论坛第九次会议

第九届世界宗教论坛于2016年12月8日至9日在巴厘岛努沙杜瓦的巴厘岛国际会议中心(BICC)举行，主题为“宗教、民主和多元化”，分为一般性辩论和两个小组讨论。
论坛由印度尼西亚共和国总统正式开幕，26名部长级/副部长级官员出席了会议。总的来说，第八届论坛有来自95个国家和6个国际组织的大约237名代表参加。
为了展示印度尼西亚，特别是巴厘岛的多元主义和宽容的实践，在BDF IX的计划中，对巴厘岛塔巴南的Bali Bina Insani (BBI)的Pondok Pesantren (Ponpes)进行了实地访问。

### 第十届BDF

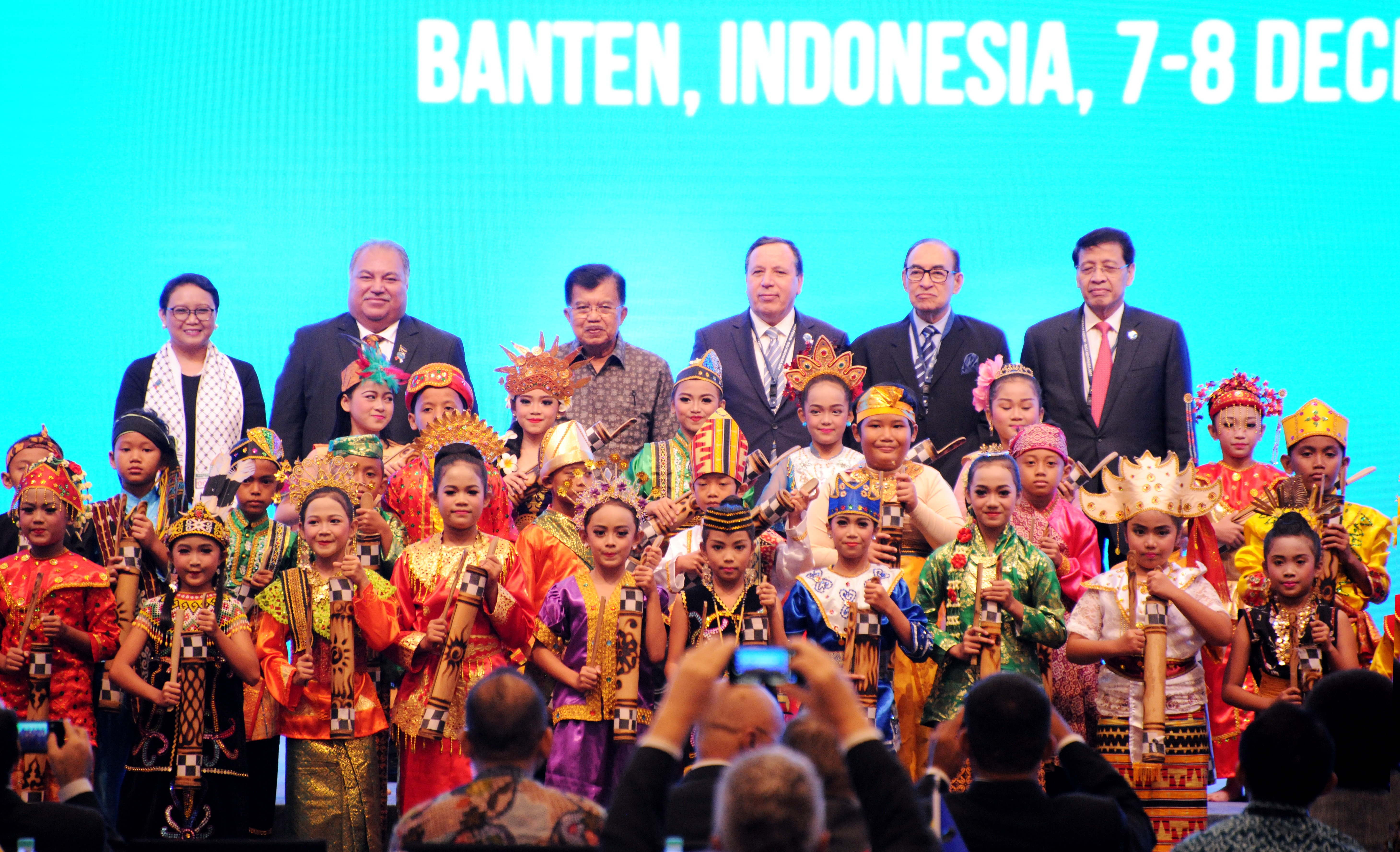
巴厘民主论坛第十次会议

第十届论坛于2017年12月7日至8日在万丹举行，主题为“民主能带来什么?”第十届论坛由印度尼西亚共和国副总统正式开幕，来自99个国家和7个国际组织的官员出席了会议。
本次论坛的新倡议是组织与第十届巴厘民主学生论坛同时举行的巴厘民主学生会议。BDF突尼斯分会今年也于2017年10月2日在突尼斯举行。突尼斯外交部长在第十届论坛开幕式上介绍了论坛突尼斯分会的报告。
代表们受到西爪哇省省长的欢迎和招待，并在格顿省参观了咖啡展览。代表团还参观了在格顿默迪卡举行的2017年贝卡拉夫节，并参观了亚非会议博物馆。

### 第11届BDF
第十一届论坛于2018年12月6日至7日举行，主题为“民主促进繁荣”。这一主题是上届论坛的延续，上届论坛讨论了经济增长、投资、商业、保健和繁荣是民主的结果。他们继续讨论民主在创造繁荣社会中的作用。
巴厘民间社会与媒体论坛还将与主题为“民主促进繁荣:青年的视角”的巴厘民间社会与媒体论坛(BCSMF)同时举办。  

## BDF 分会

### BDF 突尼斯分会

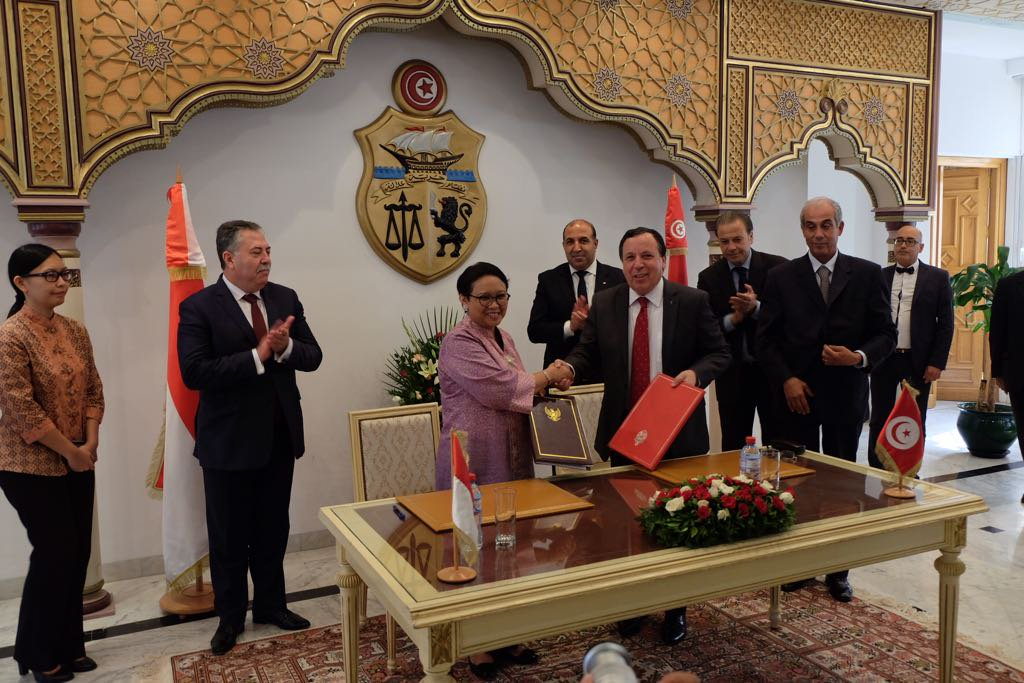
印度尼西亚和突尼斯外交部长之间的合作

在2017年10月2日，BDF突尼斯分会在印度尼西亚外交部、突尼斯外交部和突尼斯战略研究学院（ITES）的合作下举行。BDF突尼斯分会邀请了来自五个北非国家（突尼斯、利比亚、阿尔及利亚、摩洛哥和埃及）的高级官员和学者，共有五十名参与者。
这是首次在印尼境外举行的论坛，巩固了印尼作为一个拥有致力于通过对话加强民主的温和穆斯林社区的国家的地位。

### BDF 柏林分会
印度尼西亚共和国外交部与德意志联邦共和国外交部和弗里德里希·艾伯特基金会合作，于2018年9月14日在德国柏林组织了BDF柏林分会。论坛以“民主与移民”为主题，目的是分享处理移民问题的经验、亚洲和欧洲的民主，以及国际社会对民主中移民问题的反应。
BDF 柏林分会共有一百二十多名代表参加，其中包括来自英国、奥地利、比利时、瑞士、印度、菲律宾等多个国家的德国政府、欧盟委员会、外交使团、学者、智库和国际非政府组织、泰国、马来西亚和亚美尼亚。